# Walerija Iljinitschna Nowodworskaja

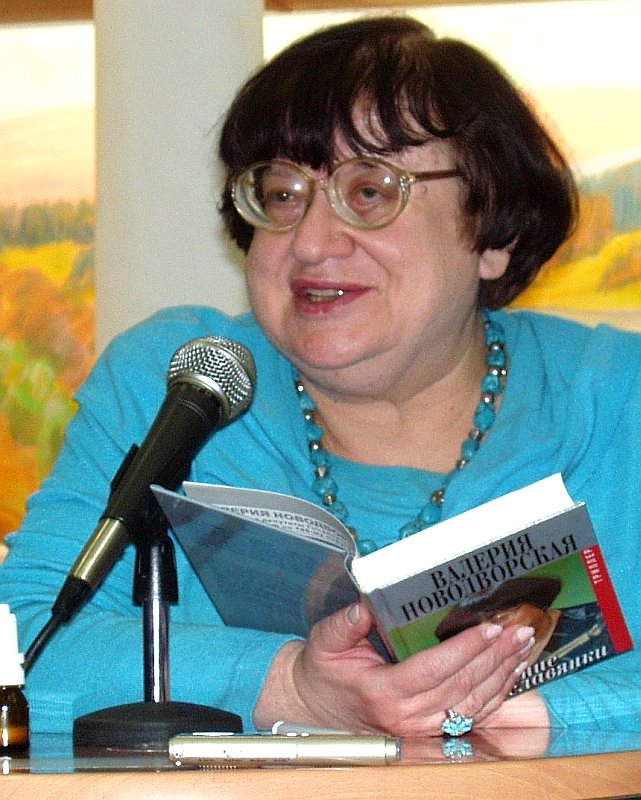
Walerija Nowodworskaja, 2009

Walerija Iljinitschna Nowodworskaja (russisch Вале́рия Ильи́нична Новодво́рская; * 17. Mai 1950 in Baranawitschy, Weißrussische Sozialistische Sowjetrepublik; † 12. Juli 2014 in Moskau) war eine russische oppositionelle Politikerin, Publizistin und Menschenrechtlerin, die vor allem für ihre radikal-liberale und extrem scharfe Kritik der Regierung Putin bekannt wurde.

## Leben
Nowodworskajas Vater, Ilja Borissowitsch Burstyn (1923–2016), war Ingenieur, Student der Radiophysikalischen Fakultät des Moskauer Instituts für Energietechnik und hatte jüdische Wurzeln. Die Mutter, Nina Fjodorowna Nowodworskaja (1928–2017), war von Beruf Kinderärztin und entstammte über ihre mütterliche Linie dem russischen Adelsgeschlecht der Ussatins.
Walerija Nowodworskaja studierte ab 1968 Französisch an der Linguistischen Hochschule in Moskau. 1969 gründete sie eine illegale liberale Hochschulgruppe, deren Mitglieder von der Staatsmacht verdächtigt wurden, einen bewaffneten Aufstand gegen das Sowjetregime vorzubereiten, unter anderem weil sie den sowjetischen Einmarsch in die Tschechoslowakei offen kritisierten. Aufgrund dessen wurde Nowodworskaja im gleichen Jahr auf Verfügung des Nachrichtendienstes KGB festgenommen und war von Juni 1970 bis Februar 1972 in die geschlossene Psychiatrie eingewiesen.
1973 bis 1975 arbeitete sie als Pädagogin in einem Kindersanatorium und von 1975 bis 1990 als Übersetzerin für Englisch und Französisch an einer medizinischen Hochschule in Moskau. 1977 schloss sie ein Abendstudium am Pädagogischen Institut „Nadeschda Krupskaja“ der Oblast Moskau ab. In den 1970er-Jahren versuchte Nowodworskaja mehrmals, oppositionelle Propagandaschriften in Selbstverlag (Samisdat) zu vertreiben sowie eine politische Kampfbewegung gegen die Kommunisten zu etablieren. 1978 wurde sie Mitbegründerin der Dissidenten-Organisation Freie überberufliche Vereinigung der Werktätigen (russ. Свободное межпрофессиональное объединение трудящихся) und wurde 1978, 1985 und 1986 im Zusammenhang mit dieser Tätigkeit vor Gericht gestellt.
Im Mai 1988 war Nowodworskaja eine Mitbegründerin der ersten oppositionellen politischen Partei der Sowjetunion, die sich Demokratische Union (Демократический союз) nannte. Ende der 1980er- und Anfang der 1990er-Jahre gab diese Partei eine illegale Zeitung namens Swobodnoje slowo (Свободное слово, „Freies Wort“) mit Nowodworskaja als häufiger Autorin heraus. Außerdem organisierte sie des Öfteren nicht genehmigte Demonstrationen in Moskau, bei denen Nowodworskaja unter den Hauptaktivisten war und insgesamt 17 Mal von der Polizei festgenommen und kurzzeitig unter Arrest gestellt wurde. Im Mai 1991 wurde gegen sie ein Strafverfahren wegen des Aufrufs zum gewaltsamen Machtwechsel eingeleitet. Nowodworskaja wurde inhaftiert, kam jedoch am 23. August 1991, nach dem gescheiterten Augustputsch in Moskau, wieder frei.
Ende 1992 trat Nowodworskaja als Mitbegründerin der liberalen Partei Demokratische Union Russlands (Демократический союз России) auf, deren Vorsitzende sie wurde. Während der Verfassungskrise 1993 unterstützte Nowodworskaja die Auflösung des Parlaments und die gewaltsame Niederschlagung des oppositionellen Widerstands durch Präsident Boris Jelzin.
Ende 1993 beabsichtigte Nowodworskaja, bei den Dumawahlen als Abgeordnete zu kandidieren, verfehlte jedoch die hierfür notwendige Unterschriftenzahl. Als politische Kraft waren sie und ihre Partei Demokratische Union seitdem bedeutungslos, aber als Publizistin und Autorin politischer Bücher wurde Nowodworskaja zu einer bedeutenden Stimme der Opposition gegen Putin. Sie schrieb auch für die Zeitschrift The New Times.
Nowodworskaja kandidierte bei der Parlamentswahl in Russland 1995 (zweite Einberufung) erneut. Ihr gelang es jedoch nicht, genug Stimmen zu sammeln. Stattdessen war sie zwischen 1995 und 1999 als Assistentin des oppositionellen Dumaabgeordneten Konstantin Borowoi tätig.
Im Februar 2008 wurde Nowodworskaja für die Verteidigung der Interessen der Republik Litauen mit dem Orden des litauischen Großfürsten Gediminas ausgezeichnet.
Nowodworskaja wurde eine prominente Verteidigerin von LGBT-Rechten in Russland. Sie kritisierte die orthodoxe Kirche für deren kompromisslose, gewaltverherrlichende Haltung und engagierte sich unter anderem für das Filmfestival "Side by Side" und gegen das gesetzliche Verbot von "homosexueller Propaganda".